# 칵테일잔

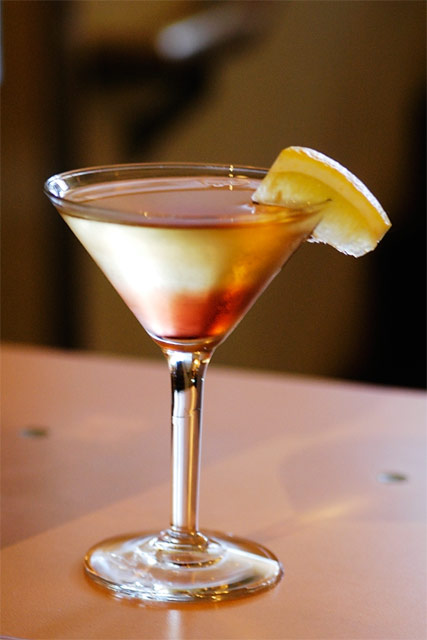
칵테일잔

칵테일잔 또는 칵테일 글라스는 칵테일 전용 잔이다.
칵테일 글라스는 거꾸로 된 콘 볼이 있는 줄기가 있는 글라스로, 주로 스트레이트 업 칵테일을 제공하는 데 사용된다. 칵테일 글라스라는 용어는 종종 마티니 글라스와 약간의 차이가 있음에도 불구하고 같은 의미로 사용된다. 오늘날 이 잔은 마티니와 그 변형(프렌치 마티니, 보드카 마티니, 에스프레소 마티니, 애플티니), 맨해튼, 브랜디 알렉산더, 피스코 사워, 네그로니, 코스모폴리탄, 김렛, 메뚜기 등 다양한 칵테일을 제공하는데 사용된다.